# 416년

## 연호
- 동진(東晉) 의희(義熙) 12년
- 후진(後秦) 홍시(弘始) 18년 / 영화(永和) 원년
- 북위(北魏) 신서(神瑞) 3년 / 태상(泰常) 원년
- 서진(西秦) 영강(永康) 5년
- 북량(北凉) 현시(玄始) 5년
- 서량(西凉) 건초(建初) 12년
- 북연(北燕) 태평(太平) 8년
- 하(夏) 봉상(鳳翔) 4년

## 기년
- 동진(東晉) 안제(安帝) 20년
- 북위(北魏) 명원제(明元帝) 8년
- 신라(新羅) 실성 마립간(實聖麻立干) 14년
- 고구려(高句麗) 장수왕(長壽王) 4년
- 백제(百濟) 전지왕(腆支王) 12년